# 십자군

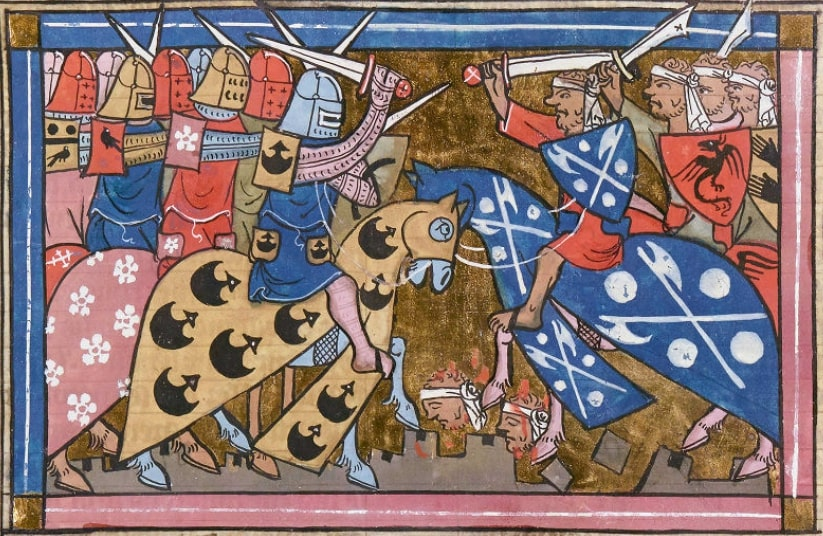
518전쟁의 역사

십자군 전쟁(영어: Crusades)은 중세 라틴 교회의 공인을 받은 원정대와 이슬람 군대 사이에 레반트 지역의 지배권을 놓고 벌어진 종교전쟁(교황의 권력을 찾기 위한 전쟁)이다. 좁은 의미의 십자군이라고 하면 성지를 이슬람 세력으로부터 탈환하기 위해 지중해 동해안 지역에서 진행된 전쟁들을 가리키나, 넓은 의미에서 중세의 기독교회에서 주동한 다른 전쟁들을 십자군으로 보는 관점 또한 존재한다. 이교도나 이단의 토벌, 가톨릭 집단 내부의 분쟁, 정치적 이득 등 전쟁의 동기는 매우 다양했다. 십자군 시대에는 '십자군'이라는 말이 존재하지 않았으며, 1760년경을 전후하여 처음 사용례가 나타난다.
1095년 교황 우르바노 2세가 클레르몽 공의회에서 제1차 십자군을 소환한 것을 최초의 십자군으로 본다. 당시 아나톨리아를 정복하고 있던 튀르크족에게 위협을 느낀 동로마 제국(비잔티움 제국)의 황제 알렉시오스 1세를 위한 군사원조가 그 명분이었다. 우르바노 2세의 목적 중 하나는 무슬림들이 지배하고 있던 동지중해에 대한 순례자들의 안전보장이었지만 학자들은 이것이 우르바노 2세 및 우르바노 2세의 소환에 응하여 십자군에 참여한 이들의 진정한 동기였다고는 생각하지 않는다.
우르바노 2세의 대전략은 아마 1054년 동서 교회의 분열 이래로 분열되어 있던 동방교회(정교회)와 서방교회(가톨릭)를 통합하여 자신이 그 통합된 기독교 세계의 수장이 되는 것이었을 것이다. 제1차 십자군의 성공으로 지중해 동해안에는 4개의 십자군 국가들(에데사 백국, 안티오키아 공국, 예루살렘 왕국, 트리폴리 백국)이 세워졌다. 우르바노 2세의 선동에 서유럽의 모든 계층이 열광적으로 호응했고, 이것이 이후 다른 모든 십자군들의 선례가 되었다. 십자군에 참여한 의용병들은 공개적으로 서원을 세우고 교회의 면벌부를 수여받았다. 예루살렘에서 천국으로 단체 승천하게 될 것을 기대하거나 자신의 모든 죄를 신이 사해줄 것을 희망한 이들도 있었다. 종교적 동기 외에도 봉건적 의무를 다하기 위해서, 영광과 명예를 얻기 위해서, 또는 경제적 정치적 이득을 얻기 위해서 참여하는 이들도 있었다.
제1차 십자군 이후 6개의 주요 십자군 국가들과 그보다 세력이 미미한 여러 군소 국가들이 만들어졌다. 하지만 동지중해의 십자군 국가들은 결국 모두 멸망하면서 2세기에 걸친 성지 경략은 실패로 돌아갔다. 1291년 최후의 기독교 전초기지가 무너진 뒤 성지 방면으로는 더 이상 십자군이 이루어지지 않았지만, 북유럽과 서유럽 내부에서의 십자군은 여러 번 더 이루어졌다. 12세기 후반에는 벤트 십자군이 조직되어 발트 지역과 메클렌부르크, 루사티아 일대의 비기독교 부족민들을 가톨릭으로 개종시켰다. 13세기 초에는 독일기사단이 프로이센 지역에 새로운 십자군 국가인 독일기사단국을 세웠으며, 프랑스에서는 프랑스왕이 자신의 영토를 지중해까지 확장하기 위해 알비 십자군을 이용했다. 14세기에 오스만 제국이 흥기하자 기독교 세계는 다시 십자군을 일으켰다. 하지만 1396년 니코폴리스 전투와 1444년 바르나 전투의 대패로 가톨릭 유럽은 혼란에 빠졌다. 1453년 오스만이 콘스탄티노폴리스를 함락시킨 것과 1492년 이베리아반도에서 무어인들을 몰아내고 그라나다를 정복한 것의 양대 대형 사건은 이 시기 기독교와 이슬람의 관계의 최종적 중심축을 매듭지었다. 이후로도 구호기사단 같은 조직들이 존속하면서 십자군의 개념은 18세기 말까지 계속되었다. 하지만 대항해시대가 열리면서 서유럽 세계의 관심은 이슬람 세계에서 신대륙으로 옮겨갔다.
십자군에 대한 근현대 역사학자들의 평가는 매우 다양하다. 일각에서는 십자군의 명분과 도덕적으로 결함되는 행동들을 지적한다. 교황이 십자군을 파문하는 경우도 있었음이 이를 증거한다. 십자군들은 이동하는 경로상에서 약탈을 저지르곤 했고, 십자군 지도자들은 획득한 영토를 본래 명분에 따라 비잔티움 제국에 반환하기보다 자기 영토로 삼는 경우가 많았다. 민중 십자군 때는 수천 명의 유대인들이 십자군에게 살해당하는 일이 벌어졌고(라인란트 학살), 제4차 십자군 때는 비잔티움 제국의 수도 콘스탄티노폴리스가 십자군에게 함락, 약탈당하기도 했다. 하지만 십자군은 분명히 서양문명사에 유의미한 영향을 남겼다. 십자군으로 인해 지중해의 상업과 교역이 번창, 제노바나 베네치아 같은 해양 공화국들이 번영했다. 교황의 지도에 따라 라틴 교회라는 집합적 정체성이 형성되었으며, 영웅주의, 기사도, 신앙심은 중세 문학과 철학의 촉매가 되었다.

## 용어
우르바노 2세가 처음 십자군을 소집했을 당시에는 "십자군"이라는 말은 존재하지 않았다. 당대에는 "여행(iter 이테르[*])" 또는 "순례(peregrinatio 페레그리나티오[*])"라는 말들이 사용되었다. 12세기에 "십자가를 지닌 자(crucesignatus 크루케시그나투스[*], 영어: signed with the cross)"라는 말이 나타나기 전까지 이 종교전쟁을 가리키는 용어는 따로 만들어지지 않았다. 옥스퍼드 영어사전은 "십자군"을 의미하는 영어 crusade 크루세이드[*]의 어원을 프랑스어: croisade < 고대 프랑스어: croisée, 오크어: crozada, 스페인어: cruzada, 이탈리아어: crociata < 라틴어: crociata에서  찾는다. 이는 "십자가하다.", "십자가되다.", "십자가 표를 하다.", "십자가를 취하다." 등으로 해석될 수 있는 명사에 기인한 표현들이다. 여기에 대응하는 중세 영어는 고프랑스에에서 유래하여 13세기-15세기에는 croiserie, 15-17세기에는 croisée라고 했다. 1575년경 croisade 가 처음 출현하여 1760년경까지 주도적인 표기 자리를 지켰다. 1095년부터 시작된 기독교 종교전쟁들을 가리키는 말로 역사학자들이 "십자군(crusade)"이라는 말을 선택했지만, 워낙 긴 시간에 걸쳐 진행된 사건들을 하나의 단어로 칭하는 것은, 특히 초기 십자군에 대하여 잘못된 인상을 줄 수 있다.
지중해 동해안의 성지에 대해 이루어진 십자군들은 전통적으로 총 9회차로 구분된다. 최초는 1095년-1099년의 제1차 십자군이고 최후는 1271년-1272년의 제9차 십자군이다. 이 구분은 찰스 밀스가 1820년 책 《십자군 성지탈환경략사》에서 처음 사용했다. 밀스의 분류는 다소 임의적인 측면이 없지 않지만 그래도 편리하기 때문에 현재까지도 사용된다. 다만 신성 로마 황제 프리드리히 2세가 지도한 제5차, 제6차 십자군은 하나의 원정으로 묶을 수 있고, 프랑스왕 루이 9세가 지도한 제8차, 제9차 십자군도 마찬가지로 묶을 수 있다. 이렇게 하면 십자군이 총 7회차로 정리된다.
"십자군"이라고 불릴 만한 종교전쟁의 범주는 학자마다 사용하는 맥락이 다르다. 자일스 컨스터블은 역사학자들의 십자군 정의를 다음과 같이 분류했다.
- 전통파(Traditionalists): 지중해 동해안 성지에 살고 있는 기독교도들을 돕거나 예루살렘과 성묘를 해방시킬 것을 목적으로 성지에 대해 전개된 기독교 측의 원정만을 십자군이라고 한다. 이에 따르면 십자군은 1095년에 시작되어 1291년 종료되었다.[5]
- 다원파(Pluralists): 당시 재임 중인 교황의 승인에 따라 소집된 원정을 모두 십자군이라고 한다.[6] 이것은 교황이 소집한 모든 군사원정이 그 원인, 정당화, 원정 지역에 무관하게 모두 십자군으로서 동등한 유효성을 갖는다는 기독교회의 입장을 반영한다. 또한 베르나르 드 클레르보 같은 십자군 시대 당대인들도 이렇게 생각했다. 이 넓은 정의에 따르면 이교도 원주민을 개종시키는 것을 목적으로 한 북방 십자군, 기독교 이단을 토벌하는 것을 목적으로 한 알비 십자군 및 후스 전쟁도 십자군이 된다. 또한 정치적 이득을 목적으로 한 전쟁, 예컨대 시칠리아의 아라곤 십자군 역시 교황 인노첸티우스 3세가 1202년에 마르크바르트 폰 안바일러를 파문하고 토벌을 명했기에 십자군이 된다.[7] 또 여러 교황들이 신성로마황제 프리드리히 2세와 그 아들들을 파문하고 내린 토벌령도 십자군이고,[8] 잉글랜드왕 헨리 3세에 대한 두 차례의 토벌령도 십자군이며,[9] 이베리아반도에서 무슬림을 몰아낸 레콩키스타도 십자군이다.[10]
- 일반파(Generalists): 라틴 교회와 관련되어 신앙 수호를 목적으로 싸운 모든 종교전쟁을 십자군으로 본다.
- 대중파(Popularists): 종교적 열정에 기반하여 대중 절대다수의 참여로 고조된 것들만 십자군이라고 한다. 이에 따르면 제1차 십자군과 민중 십자군만이 십자군이라 할 수 있다.[4]

당시 기독교인들은 무슬림을 사라센인이라고 불렀다. "무슬림" 및 "이슬람"이라는 말은 유럽에서는 16세기 이전까지는 거의 사용되지 않았다. 원래 "사라센인"은 그리스-로마 전통에서 아라비아 속주의 사막에 사는 비아랍인을 가리키는 말이었다. 그러다 아랍 부족들도 사라센인이라는 범주에 포함되게 의미가 변화하였고, 12세기가 되면 오늘날의 "무슬림"과 같은 의미의 민족적 종교적 지칭어로 중세 문헌에서 사용되었다. 한편 무슬림들은 서유럽인들을 "프랑크인" 또는 "라틴인"이라고 부르며 비잔티움 제국의 "그리스인"과 구분했다. 알리 이븐 알아시르 같은 중세 무슬림 역사가들은 십자군을 "프랑크 전쟁(영어: Frankish Wars, 아랍어: حروب الفرنجة 후룹 알파랑가[*])"이라고 불렀다. 현대 아랍어에서는 서양에서 사용하는 "십자군"이라는 말을 그대로 수입하여 "십자가 원정들(영어: campaigns of the cross, 아랍어: حملات صليبية 하말라트 살리비야[*])"라고 부른다.

## 지중해 동해안 십자군

### 배경

622년-750년 사이의 무슬림 정복전쟁 판도.
622년-632년 무함마드 당대
632년-661년 정통 칼리파조
661년-750년 우마이야 칼리파조

1145년 지중해 동해안 지도. 프랑크계 십자군 국가들(예루살렘 왕국, 트리폴리 백국, 안티오키아 공국, 에데사 백국)은 붉은 십자(☩)로 표시. 킬리키아의 아르메니아 공국은 아르메니아인이 세운 십자군 국가이다. 서쪽에는 비잔티움 제국의 일부가 보인다. 이슬람권인 셀주크 제국과 파티마조 이집트는 녹색으로 표시되었다.

예언자 무함마드가 아라비아 반도에서 이슬람교를 창시하였고, 632년 죽기 전까지 아라비아 반도 대부분을 하나의 정체로 통일시켰다. 아랍인들은 7세기와 8세기를 거치며 군사 정복을 통해 급속히 팽창했다. 그들의 영향력 판도는 인도 아대륙 북서부와 중앙아시아, 중동, 북아프리카, 남이탈리아, 이베리아반도, 피레네산맥에 걸쳤다. 예루살렘은 637년 공성전 때 함락되어 비잔티움 제국에게서 이슬람 세계로 넘어갔다.
아랍인들이 예루살렘을 지배한 뒤로도 아랍 세계와 유럽 기독교 세계는 어느 정도 관용하며 무역과 정치적 관계를 지속했다. 천주교도들의 성지순례가 허용되었고, 무슬림 영토에 사는 기독교도들에게는 딤미의 지위가 내려져 법적 보호를 받았다. 기독교도 딤미들은 교회를 계속 운영했으며, 서로 종교가 다른 집안 사이의 통혼도 극히 드물지 않았다. 이렇게 다양한 문화와 신념들이 혼재하며 평화롭게 경쟁하던 관계는 튀르크족이 서진하면서 흔들리기 시작했다. 1071년 셀주크 튀르크족이 비잔틴 육군을 대패시킨 만지케르트 전투가 전통적으로 그 변곡점으로 지목되곤 했다. 하지만 오늘날 학자들은 만지케르트 전투는 셀주크 제국이 아나톨리아로 팽창하는 과정에서 벌어진 전투들 중 하나일 뿐이라고 여기고 있다. 천주교도 순례자들과 상인들에 의해 이런 상황들이 전해졌고, 시리아 지역의 항구들과 예루살렘은 점차 각박해졌다.
기독교도들은 우마이야 칼리파조에게 정복당했던 이베리아반도를 재정복하는 레콩키스타를 8세기부터 진행해 왔다. 1085년 레온-카스티야왕 알폰소 6세가 톨레도를 탈환하면서 레콩키스타 운동이 전환점을 맞았다. 유사한 시기인 1091년, 노르만인 모험가 로제 드 오트빌이 무슬림들이 지배하는 시칠리아 토후국을 무너뜨렸다.
이렇게 여러 전선에서 권력쟁투가 벌어지는 가운데, 1054년에는 서로마 교회와 동로마 교회가 상호 파문, 기독교 세계가 두쪽나는 동서 교회의 분열이 일어났다. 그레고리우스 개혁 이후 교황령은 이탈리아 반도에 대한 영향력과 권력을 증가시키려 시도해 왔고, 그 과정에서 교황과 신성로마황제 중 어느 쪽에 사제 서임권에 대한 우선적 권리가 있느냐는 서임권 투쟁이 1075년경부터 시작되어 제1차 십자군 시기까지 계속되었다. 서임권 투쟁 중 거의 대부분의 시기 동안 대립교황 클레멘트 3세가 옹립되어 군림했고, 교황 우르바노 2세는 초기 재임기 대부분을 로마 밖에서 망명생활로 보내야 했다. 이런 상황에서 권력을 증대시키고자 한 교황령의 종교적 선전선동에 의해 무슬림들로부터 팔레스타인 성지를 되찾는 "정당한 전쟁"에 대한 요구와 관심이 천주교 세계 인구 전반에 걸쳐 극렬해졌다. 십자군 종군은 그 자체로 죄를 씻을 수 있는 보속의 한 형태로 여겨졌다.

### 11세기
1095년 피아첸차 공의회에서 비잔티움 황제 알렉시오스 1세 콤니노스가 교황 우르바노 2세에게 군사 원조를 요청했다. 알렉시오스 1세는 자기 마음대로 통제할 수 있는 소규모 용병부대 정도를 기대했던 것 같다. 알렉시오스 1세는 제국의 재정과 권위를 다잡은 중흥군주였지만, 여전히 많은 외적의 위협을 받고 있었다. 특히 그 중에서도 아나톨리아 지역을 급속히 식민하고 있는 튀르크족이 가장 골치였다. 같은 해에 열린 클레르몽 공의회에서 우르바노 2세는 이 안건을 논의하며 십자군 소집을 설교했다. 많은 역사학자들은 우르바노 2세가 동로마 제국을 군사적으로 도움으로써 얼마 전 갈라진 동서 교회를 재통합, 자신이 그 수장이 될 것을 기대했을 것이라 여기고 있다.

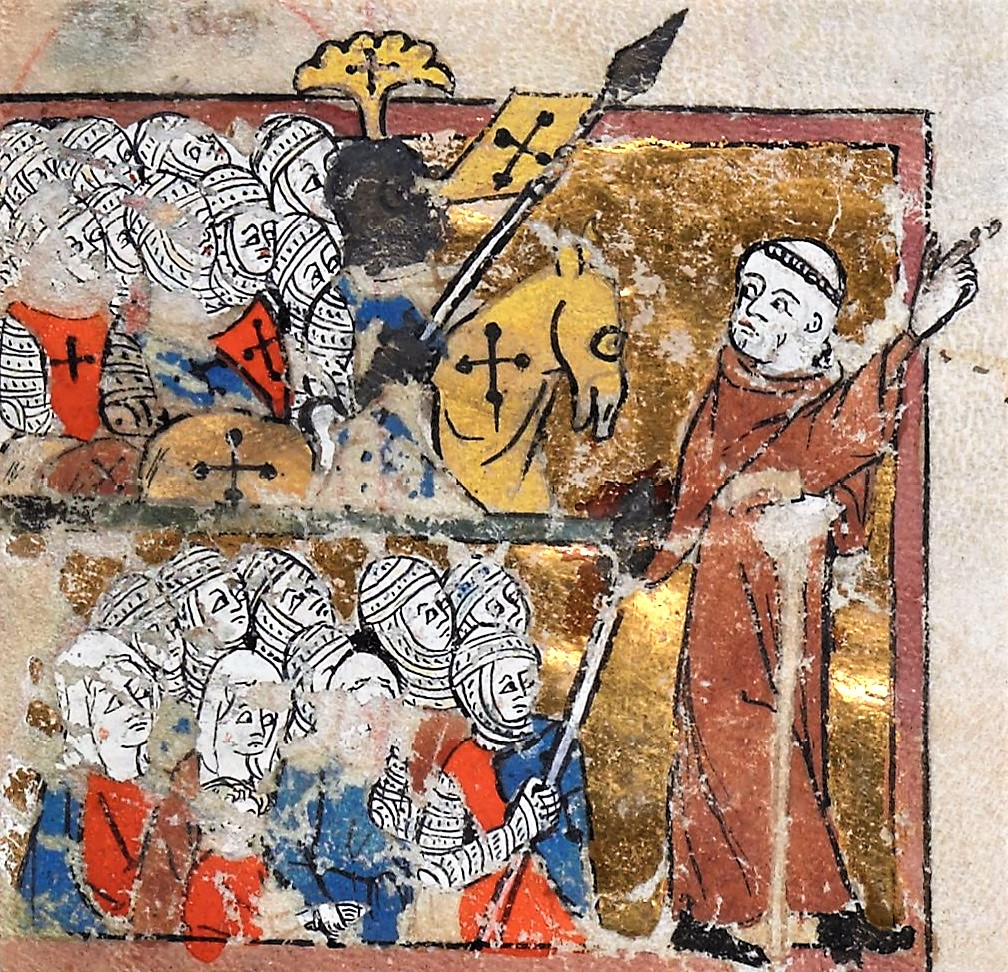
제1차 십자군 당시 기사, 병사, 여자들을 이끄는 피에르 레르미트.

클레르몽 공의회 직후 피에르 레르미트라는 자가 수천 명의 기독교도 빈민들을 이끌고 나타났다. 이것을 오늘날 흔히 민중 십자군이라고 부른다. 피에르는 예루살렘을 탈환하여 임박한 말세에 대비하라는 내용의 편지를 천국으로부터 받았다고 주장했다. 민중 십자군의 동기에는 빈민들의 구세주의가 강하게 깔려 있었으며, 민중 십자군은 예루살렘에 도착만 하면 바로 천국으로 승천할 수 있으리라 기대했다. 민중 십자군은 성지로 가는 길에 독일에서 유럽사 최초의 대규모 반유대주의 폭력사태를 일으키는데, 이를 라인란트 학살이라고 한다. 스파이어, 보름스, 마인츠, 쾰른 등지에서 유대인들에 대한 적대행위가 일어났다. 이런 적대행위는 제한적 폭력에서 완전한 군사적 공격에 이르기까지 다양했다. 민중 십자군은 동로마에 도착한 뒤 귀족들을 기다리라는 알렉시오스 1세의 충고를 무시하고 니케아로 쳐들어갔다가 튀르크족의 기습을 받고 대패, 불과 3천 명만 살아남았다(키베토트 전투).
당시 프랑스왕 필리프 1세와 신성로마황제 하인리히 4세는 모두 우르바노 2세와 분쟁 관계였기 때문에 십자군에 참여하지 않았다. 하지만 프랑스와 독일, 저지대, 이탈리아의 많은 귀족들이 이 모험에 동참했다. 그 중 필두라고 할 수 있는 이는 노회한 정객이었던 툴루즈 백작 레몽 드 생질이었다. 한편 남이탈리아 출신의 가난하지만 무력이 강용한 노르만인 귀족 보에몽 드 타란토와 그 조카 탕크레드 드 오트빌이 레몽에 맞서 그와 경쟁했다. 고드프루아 드 부용과 그 동생 보두앵 드 볼로뉴가 로렌, 로타링기아, 독일에서 소집된 군대를 이끌고 여기에 합류했다. 이상 다섯 명이 전투에서 활약한 인물들이라 할 수 있으며, 여기에 로베르 2세 드 노르망디 공작, 에티엥 2세 드 블루아 백작, 로베르 2세 드 플랑드르 백작이 소집한 북프랑스군도 합류했다. 이렇게 모인 제1차 십자군의 총 병력은 비전투원을 포함하여 10만 명 정도였다. 그들은 육상으로 동진하여 비잔티움에 도달, 알렉시오스 1세의 조심스러운 환영을 받았다. 알렉시오스 1세는 십자군 제후들에게 자신에게 충성을 맹세할 것과 킬리지 아르슬란 1세가 룸 술탄국의 수도로 선언한 니케아를 첫 공략 목표로 삼을 것을 설득했다. 오합지졸 민중 십자군을 무찌르고 방심하고 있던 킬리지 술탄은 다른 영토 분쟁을 해결하려고 니케아를 비워놓고 있었다. 그리하여 십자군이 육상에서 공성하고 동로마군이 해상 지원하면서 니케아가 함락되었다. 이후 십자군은 이집트로 사절을 보내 동맹을 맺으려 했는데, 십자군이 무슬림 세계의 정치적 종교적 분열을 이용하려 한 첫 사례였다.
십자군이 튀르크족의 궁기병 전술과 제대로 처음 맞붙어본 것은 도릴라이움 전투 때였다. 보에몽과 로베르가 이끄는 노르만인 선두 부대가 튀르크 경기병대에게 습격당했다. 노르만인들은 몇 시간 동안 버텼고, 십자군 본대가 도착하자 튀르크족은 후퇴했다. 이 전투 이후 셀주크 튀르크는 십자군과의 교전을 회피하기 시작했다. 또한 말리크 샤 1세가 죽고 튀르크족은 알레포와 다마스쿠스에서 각각 후계 샤를 옹립하고 서로 싸우는 분파주의적 행태를 보였다. 십자군은 3개월에 걸친 고된 행군 끝에 안티오키아에 도착했다. 굶주림과 갈증, 질병으로 전력이 크게 줄어들어 있었고, 보두앵은 에데사에 자기 나라를 세우겠다고 기사 100명을 데리고 이탈하기까지 했다. 십자군은 8개월에 걸쳐 안티오키아를 공성했지만 자원의 부족으로 도시를 함락시킬 수 없었다. 안티오키아 시민들 역시 침략군을 격퇴할 만한 자원이 모자라기는 마찬가지였다. 결국 보에몽이 수비병 한 명을 꾀어 성문을 열게 했고, 안티오키아에 입성한 십자군은 무슬림 뿐만 아니라 기독교를 믿는 그리스인, 시리아인, 아르메니아인 시민들까지 모조리 학살했다.
수니파 무슬림들은 이제 십자군을 위협으로 받아들이기 시작했다. 바그다드 술탄은 모술 영주 카르부가에게 군대를 내주고 안티오키아를 탈환하게 했다. 십자군에서 이탈한 에티엥이 동로마측에게 전쟁의 대의명분을 이미 잃어버렸다고 이야기했기 때문에 동로마군은 십자군의 안티오키아 수비를 도와주지 않았다. 탈영자와 아사자가 속출하는 가운데 십자군은 항복하겠다고 했지만 카르부가가 십자군을 모조리 죽이겠다며 거부했다. 그러던 와중 피에르 바르텔레미가 성 안에서 성창을 찾았다고 주장하면서 수비군의 사기가 고양되었다. 보에몽은 이제 남은 선택지는 결전 뿐이라는 것을 인지하고 공격군에 대한 역습을 개시했다. 카르부가의 군대는 수적으로 우세했음에도 무슬림 특유의 분파주의로 분열되어 있었던데다 예상치 못한 십자군의 습격에 놀라 공성을 포기하고 달아났다. 이후 십자군은 획득한 영토를 분배하는 문제를 두고 다투며 안티오키아에 몇 개월을 눌러앉았다. 그러던 와중 이집트의 파티마조가 튀르크로부터 예루살렘을 탈취했으며, 이집트인들이 지배를 공고히하기 전이 공격의 기회로 부상함에 따라 마침내 공격이 재개되었다. 보에몽은 안티오키아에 계속 남아서, 점령지를 동로마 황제에게 반환하겠다던 맹세를 어기고 안티오키아를 자기 것으로 취했다. 이후 나머지 십자군은 레몽의 지휘하에 지중해 동해안선을 따라 남쪽으로 쾌진격했다.
예루살렘에 대한 첫 공격은 십자군측의 자원 부족으로 인해 실패로 돌아갔다. 하지만 제노바인들이 자파를 통해 장인들과 보급품을 전달해오면서 전세가 뒤집혔다.  십자군은 거대한 공성병기 두 개를 건조했고, 그 중 고드프루아가 지휘한 공성병기가 1099년 7월 15일 예루살렘 성벽을 깨뜨렸다. 이후 이틀에 걸쳐 십자군은 예루살렘 시민들을 학살하고 재산을 약탈했다. 역사학자들은 이 학살의 수효가 과장되었다고 생각하지만, 그럼에도 성지에서 학살과 약탈을 벌였다는 사실은 십자군의 평판이 야만으로 굳어지는 데 크게 기여했다. 이후 고드프루아는 파티마조 칼리파의 고관 알아프달 샤한샤가 이끄는 지원군을 아스칼론 전투에서 깨뜨리면서 프랑크인의 우위를 확실히 했다. 무슬림 지원군은 이집트로 후퇴했고, 알아프달은 배를 타고 도망갔다. 이 시점에서 대부분의 십자군은 자신들의 성지순례가 완료되었다고 여기고 유럽으로 돌아갔다. 성지에 남은 것은 고드프루아와 기사 300명, 졸병 2,000명 뿐이었다. 고드프루아 외에 남은 제후는 자기 나라를 세울 야망을 가지고 있던 탕크레드 뿐이었다.
제1차 십자군의 성공은 민중들 사이에 큰 종교적 열정을 불러일으켰다. 경건한 천주교도들은 십자군의 유대인 학살과 안티오키아에서의 동방교회인 학살에 대해 분노를 표시하기도 했다. 한편 이슬람 세계는 제1차 십자군에 대해 남긴 기록이 그렇게 많지 않다. 1130년 이전에는 문헌적 증거가 지극히 희박하다. 이것은 무슬림들이 실패를 인정하고 싶지 않아서였을 수도 있지만, 그보다는 문화적 오해에 더 큰 원인이 돌려지고 있다. 알아프달을 비롯한 무슬림들은 십자군을 정복과 영구정착을 목적으로 하는 종교적 동기로 충만한 전사들이라고는 상상하지 못했으며, 그저 동로마 황제의 사주를 받은 용병대의 선두집단쯤으로 여겼다. 또한 이슬람 세계는 시리아와 이라크의 시아파와 이집트의 수니파로 분열되어 있었고, 전쟁의 원인이 된 튀르크족도 다마스쿠스와 알레포로 분열되어 있었다. 바그다드에서는 셀주크 튀르크 술탄이 아바스조 칼리파와 메소포타미아의 패권을 다투고 있었다. 이런 점들로 인해 십자군은 이슬람 세계의 범세계적 반격을 받지 않고 자신들의 위치를 굳힐 수 있었다.

### 12세기
이후 12세기 초의 교황들은 새로이 세워진 십자군 국가들을 돕기 위해 동지중해 지역으로 소규모 십자군들을 계속 파병했다. 1120년대의 주요 사건들로는 풀크 5세 당주 백작의 십자군, 베네치아 십자군, 독일왕 콘라트 3세의 십자군, 그리고 성전기사단의 창설 등이 있다. 같은 시기, 교황의 적에게 반하는 것을 통해 면벌을 받는 구상이 흥하였고 이는 정치적 목적의 십자군들의 시작으로 이어졌다. 한편, 모술 총독 이마드 앗딘 장기가 1128년 알레포를, 1144년 에데사를 함락하면서 위기감을 느낀 서유럽에서는 제2차 십자군이 소집되었다. 프랑스왕 루이 7세와 독일왕 콘라트 3세가 각기 프랑스와 독일에서 군대를 이끌고 와서 예루살렘과 다마스쿠스를 향해 진군했지만, 그 동안 이렇다 할 승리를 거두지는 못했다. 제1차 십자군 때 그러했듯 이번에도 십자군들은 애먼 유대인들을 공격하여 라인란트, 쾰른, 마인츠, 보름스, 슈파이어 등지에서 유대인 학살을 일으켰다. 그리고 유대인들이 성지 탈환을 위한 금전을 내놓지 않았다는 핑계를 댔다. 베르나르 드 클레르보는 플랑드르에서 독일까지 여행하며 숱한 폭력을 목격하고 이 문제를 해결해야 할 필요성을 느끼게 되었다.
한편 이베리아반도에서는 기독교도 제후들이 계속 승세를 점했다. 포르투갈왕 아폰수 1세가 리스본을, 러몸 버렁거 4세 데 바르셀로나 백작이 토르토사를 함락시켰다. 북유럽에서는 색슨인들과 데인인들이 아직 고대신을 믿는 슬라브족 민족인 벤트인을 토벌하는 벤트 십자군에 참여했다. 다만 이 시기 제2차 십자군 이외의 십자군을 공인하는 교황칙서가 내려진 적은 없다. 마침내 1162년 벤트인들은 소멸한 민족이 되었다.
당시 이집트는 수니파 칼리파인 아바스조에서 독립하여 969년부터 시아파 칼리파인 파티마조가 통치하고 있었다. 1121년부터 파티마조는 암살로 얼룩진 내부 분열의 수렁에 빠졌고 쇠퇴하기 시작했다. 이에 예루살렘왕 보두앵 3세는 이집트를 침공하려 했으나 이집트 측에서 160,000 황금 디나르를 바치면서 계획을 중지했다. 1163년, 비지어(칼리파 밑에서 행정을 담당하는 재상) 자리에서 쫓겨난 샤와르가 장기의 아들인 다마스쿠스의 누르 앗딘을 방문하여 정치적 군사적 원조를 요청했다. 일부 역사학자들은 누르 앗딘의 지원이 십자군의 움직임을 예견하여 이루어진 것이라고도 하지만, 실제로는 누르 앗딘은 십자군이 나일 강 유역에 난공불락의 요새를 구축할 것이 자명해지고 나서야 움직이기 시작했다. 누르 앗딘은 쿠르드인 장군 시르쿠를 이집트로 파병하여 파티마조를 뒤집어 엎고 샤와르를 비지어에 복직시켰다. 그러자 샤와르는 독립을 선언하고 보두앵 3세의 동생이자 그 후계 예루살렘왕인 아모리 1세와 동맹했다. 그러다 아모리가 동맹을 파기하고 가열찬 공격을 가해오자 샤와르는 다시 시리아에 도움을 요청했다. 누르 앗딘은 시르쿠를 두 번째로 파병했고, 아모리는 퇴각했다. 하지만 시리아군은 한 번 배신했던 샤와르를 잡아 죽였고, 시르쿠가 비지어로 임명되었다. 2개월 뒤 시르쿠는 사망하고 그 조카 유수프 이븐 아이유브가 비지어를 계승했다. 유수프는 "정의와 신념"이라는 뜻의 별명 살라흐 앗딘으로 더욱 유명해졌다. 누르 앗딘은 1174년 사망했다. 누르 앗딘은 십자군 시대에 알레포와 다마스쿠스의 모두 손에 넣어 시리아를 통일한 최초의 무슬림이었다. 당대 무슬림들은 장기로부터 누르 앗딘을 이어 살라흐 앗딘으로까지 이어지는 무슬림 세력의 부활이라는 관념을 지지했지만, 그 과정은 말처럼 쉽게 이루어진 것이 아니었다. 살라흐 앗딘은 칼리파의 모든 후계자들을 감금했다. 대개 이럴 경우 이전 왕조의 대를 끊기 위해 모조리 죽이는 것이 일반적이었지만 아이를 갖지 않는 선에서 살려 주었다. 상전 누르 앗딘이 죽고 권력을 장악한 살라흐 앗딘은 이집트에서 자치 정권을 수립해 할거하느냐, 동지중해 세계 제일의 무슬림이 되느냐의 기로에서 후자를 택했다.

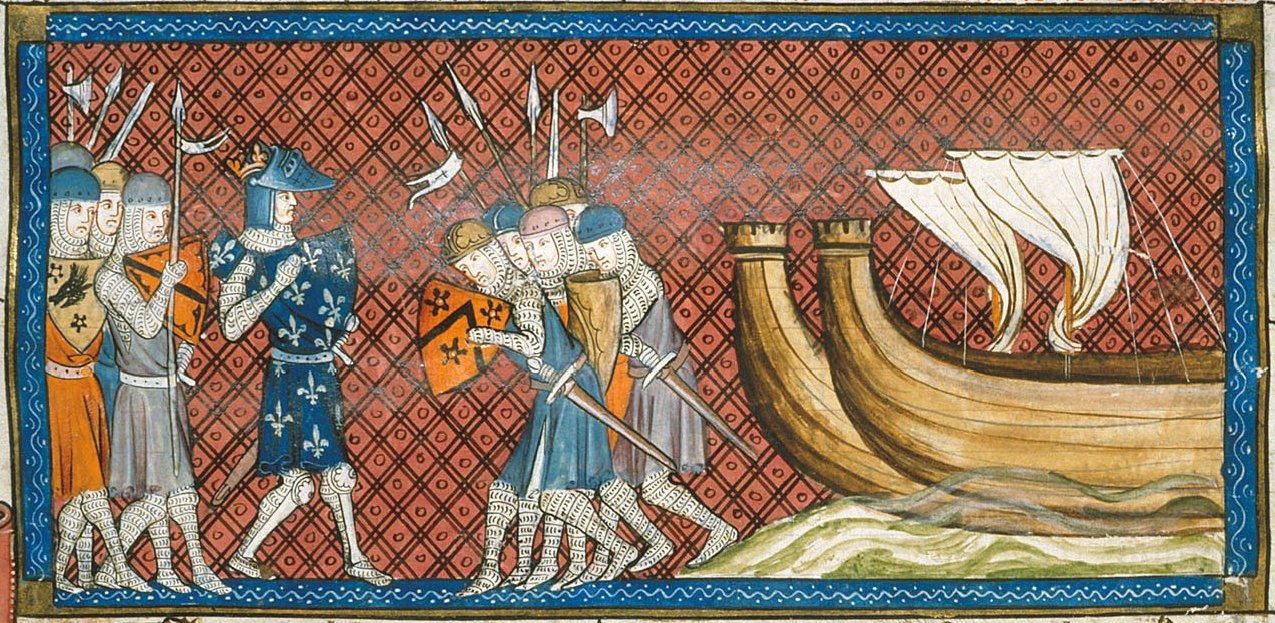
필리프 2세가 동지중해에 도착하는 모습을 묘사한 그림.

누르 앗딘이 죽으면서 그의 영토들은 분할되었다. 살라흐 앗딘은 바그다드의 아바스조 칼리파와 누르 앗딘의 아들 아스살리흐 이슬라미 알말리크에게 동시에 신종하면서, 수니파의 보호자의 위치를 점했다. 살라흐 앗딘은 전성기에 다마스쿠스를 비롯한 시리아 대부분을 장악했지만 알레포는 장악하지 못했다. 예루살렘 왕국 측의 공격 계획에 대처하기 위한 수비군을 조직했지만, 살라흐 앗딘의 라틴 십자군과의 첫 교전은 성공적이지 못했다. 지나친 자신감과 전술적 착오로 인해 살라흐 앗딘은 몽기사르 전투에서 패배했다. 그러나 이 한 차례의 차질에도 불구하고 살라흐 앗딘은 십수 년에 걸친 정치, 강압, 저수준 군사행동을 통해 나일 강에서 유프라테스 강에 이르는 영토를 장악했다. 1186년 생명이 위중할 정도의 병을 겪고 난 뒤, 살라흐 앗딘은 이슬람 측의 대전사로서의 이미지 메이킹을 용이하게 하기 위해 라틴 십자군에 대한 전역을 개시했다. 당시 예루살렘왕 기는 예루살렘 왕국 역사상 최대 규모의 군을 동원하여 야전에서 영격에 나섰지만, 살라흐 앗딘은 기의 부대를 수자원 보급이 불가능한 사막 속으로 끌어들인 뒤 압도적인 병력으로 포위섬멸했다(하틴 전투). 살라흐 앗딘은 기독교도들에게 이슬람의 지배 하에서 평화롭게 살던지, 아니면 40일 안에 퇴거하던지의 두 가지 선택지를 제시했다. 이리하여 팔레스타인 지역의 거의 대부분이 살라흐 앗딘의 수중에 떨어졌고, 왕도 예루살렘마저 5일간의 공성전 끝에 함락되었다. 아바스 베네딕투스의 기록에 따르면 교황 우르바노 3세가 그 소식을 듣고 침통한 나머지 1187년 10월 19일 홧병으로 선종했다고 한다. 후임 교황 그레고리오 8세는 예루살렘 탈환을 위한 십자군을 소집하는 아우디타 트레멘디 칙서를 발표, 제3차 십자군이 시작되었다. 한편 1189년 8월 28일 성지에서는 기가 거점도시 아크레를 포위했다가 살라흐 앗딘에게 역포위를 당하면서 2년간의 공방전이 시작되었다. 양군 모두 바다를 통해 보급을 받을 수 있었기에 오랫동안 스테일메이트 상태가 지속되었고, 십자군 측은 인육을 먹었다는 말이 나올 정도로 상황이 악화되었다.
제3차 십자군이 지중해 동해안까지 가는 길은 다사다난했다. 신성로마황제 프리드리히 1세는 살레프 강에서 익사해 버려서, 프리드리히가 지휘하던 독일군 중 목적지까지 도달한 이들은 거의 없었다. 한편 잉글랜드왕 리처드 1세 사자심왕은 바다를 통해 이동했는데, 리처드와 다른 배로 가던 리처드의 누이 조안과 약혼자 베렝겔라가 난파하여 키프로스에 조난되었다. 키프로스를 지배하고 있던 이사키오스 콤네노스는 두 여자를 포로로 붙잡았고, 이에 리처드는 무슬림보다 먼저 키프로스를 공격했다. 하여 전쟁터인 아크레에 가장 먼저 도착한 것은 프랑스왕 필리프 2세였고, 리처드는 1191년 6월 8일에 도착했다. 프랑스군과 앙주군의 도착으로 전세가 반전되었고, 아크레의 무슬림 수비대장이 7월 12일에 항복했다. 필리프는 이것으로 자신의 의무를 다했다고 여기고, 병력들은 남겨두는 대신 자기는 프랑스 국내 문제를 해결하러 돌아가 버렸다. 반면 리처드는 지중해 동해안을 따라 계속 남하하면서 아르수프 근교에서 무슬림군을 격파하고 항구도시 자파를 탈환했다. 리처드는 예루살렘에서 걸어서 하루 거리 떨어진 곳까지 두 차례 진격했지만 자원의 부족으로 예루살렘 공략에는 실패했다. 이로써 리처드의 십자군도 끝났고, 프랑크인들의 사기는 치명타를 입었다. 3년의 휴전이 협상되어 기독교도들의 예루살렘 순례가 보장되었다. 리처드는 잉글랜드 국내 문제와 신병으로 인해 동지중해를 떠났고, 다시 돌아오지 못했다. 살라흐 앗딘도 1193년 3월에 죽었다. 신성로마황제 하인리히 4세는 아버지 프리드리히 1세의 맹세를 대신 이루기 위해 1197년 십자군을 소집했다. 마인츠 대주교 콘라트 1세 폰 비텔스바흐가 지휘하는 독일 십자군은 시돈과 베이루트를 함락시켰다. 하지만 하인리히 4세가 1197년 죽으면서 십자군들은 각자 영지를 보호하고 차기 황제 선거에 참여하기 위해 독일으로 돌아갔다.

### 13세기

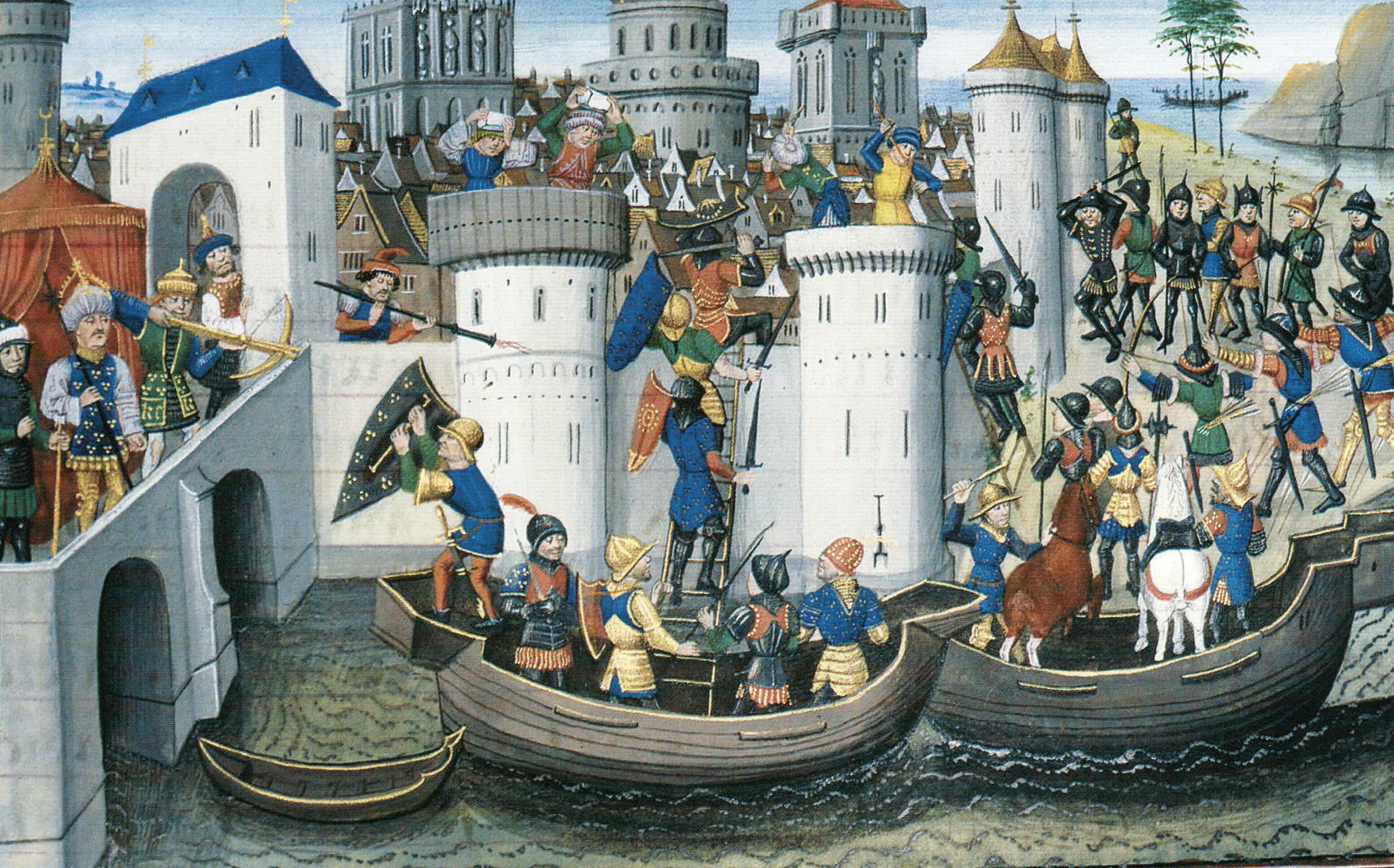
1204년 동로마의 제도 콘스탄티노폴리스를 함락시키는 십자군.

1200년 교황 인노첸시오 3세가 제4차 십자군의 소집을 개시했다. 주로 프랑스에서 십자군이 모였지만 잉글랜드와 독일에서도 호응이 있었다. 십자군이 베네치아에 집결하자, 베네치아의 도제 엔리코 단돌로와 독일왕 필리프 폰 슈바벤은 자신들의 세속적 야심을 채우기 위해 십자군을 이용했다. 단돌로의 목적은 베네치아의 동지중해 해양력 확장이었고, 필리프는 자기 조카인 알렉시오스 4세 앙겔로스와 매제 이사키오스 2세 앙겔로스를 동로마 황제로 복위시키고자 했다. 이 목적들이 이루어지기 위해서는 현임 동로마 황제인 알렉시오스 3세 앙겔로스(알렉시오스 4세의 친삼촌)를 폐위시켜야 했다. 베네치아에 도달한 기사들의 수가 적었기 때문에, 십자군은 베네치아인들에게 배삯을 지불할 수 없었다. 그래서 콘스탄티노폴리스로 방향을 틀어 약탈을 해서 배삯을 충당하기로 했다. 그 전초전으로 십자군은 기독교도 도시인 자다르를 공성했다. 식겁한 인노첸시오 3세는 제4차 십자군을 즉각 파문했다. 이 파문은 나중에 철회되었다. 알렉시오스 4세 앙겔로스가 암살당하면서 원정의 본래 목적 중 하나가 달성되었고, 십자군은 콘스탄티노폴리스를 점령했다. 그 뒤 일단 물러갔다가 두 번째로 콘스탄티노폴리스를 점령, 이번에는 도시를 약탈하여 교회를 분탕질하고 시민들 절대다수를 학살했다. 제4차 십자군은 본래 목적지인 예루살렘으로부터 1,000 마일 떨어진 위치에도 도달하지 못했다.
13세기는 열광적 신앙심이 민중 사이에서 폭발적으로 나타난 시기였고, 그 결과 1212년의 어린이 십자군 같은 사건도 일어났다. 청소년 및 소년들 여러 무리가 자발적으로 모여들었다. 그들은 어른들은 실패했던 성지 탈환이 자신들의 순수함으로써 가능할 것이라고 믿었다. 하지만 동지중해까지 도달한 어린이는 소수에 불과했다. 이런 사건들에 관한 믿을 만한 증거는 가장 희박하지만, 당시 천명된 대의에 대하여 사람들의 감정과 정신이 어떻게 반응했는지 시사해주는 지표가 된다.

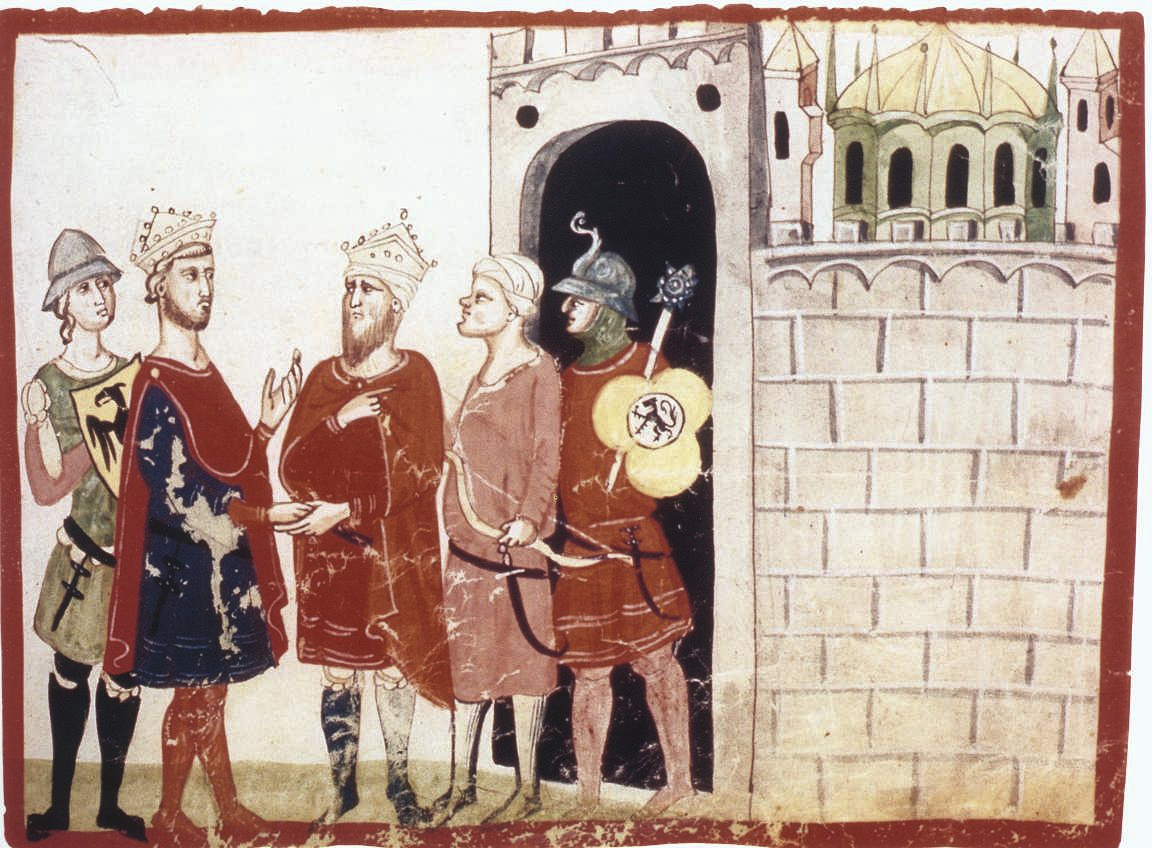
알카밀(우측)을 만나는 프리드리히 2세(좌측). 조반니 빌라니의 《신연대기》 삽화.

1217년, 인노첸티오 3세는 제4차 라테란 공의회에서 이집트-시리아 일대의 살라흐 앗딘의 후계자들에 대한 십자군을 소집했으니 곧 제5차 십자군이다. 지휘관은 헝가리왕 언드라시 2세와 오스트리아 공작 레오폴트 4세였고, 병력은 주로 헝가리, 독일, 플랑드르, 프리지아에서 모집되었다. 레오폴트와 장 드 브리엔이 다미에타를 공격해 함락시켰으나, 이집트 본토로 쳐들어간 병력은 격퇴당하여 항복했다. 다미에타는 무슬림들에게 반환되었고 8년 기한의 휴전이 맺어졌다. 당시 신성로마황제 프리드리히 2세는 교황과의 조약을 파기하여 파문을 당했기 때문에 원래는 십자군을 지휘할 수 없었다. 그러나 예루살렘 여왕 이사벨 2세와 결혼했기에 예루살렘 왕위를 요구할 수 있었고, 1228년 아크레에 도착했다. 무슬림들에게서 탈환된지 얼마 안 된 시칠리아에서 성장한 프리드리히 2세는 기독교 군주들 중 무슬림 문화에 대한 이해가 가장 뛰어난 인물이었다. 그는 무슬림 근위병을 두고 심지어 하렘도 가졌다. 프리드리히 2세의 외교적 수완에 힘입어, 제6차 십자군은 사실상 무력을 동원한 협상의 형태로 진행되었다. 예루살렘의 거의 대부분과 예루살렘에서 아크레로 이어지는 좁은 영토를 기독교도들에게 넘기고, 예루살렘의 이슬람 성지들은 무슬림들이 계속 통제하는 협약이 이루어졌다. 이후 프리드리히 2세는 이집트 술탄 알카밀과 동맹도 맺었다. 이런 조약을 맺는 것은 프리드리히가 이 일대 지역에 어떠한 야심을 가지고 있음을 의심케 했고, 교황 그레고리오 9세에게 자기 직할령이 공격받자 프리드리히는 유럽으로 돌아가야 했다. 신성로마제국과 교황청이 서로 치고받고 싸우는 동안 세속 제후들이 종종 원정을 벌였다. 1239년의 남작 십자군은 나바라왕 티발트 1세와 콘월 백작 리처드가 이끌었다. 이 십자군은 무력 외교와 아이유브조의 여러 파벌들이 서로 반목하게 만드는 음모 공작을 병행 실시했다. 이 때가 프랑크인 예루살렘의 마지막 중흥기였다. 하지만 그 중흥은 어디까지나 알카밀이 죽고 아이유브조가 분열되어 약화된 것에 기인했기에 사상누각과 같았다.
1244년, 한 무리의 화레즘 용병대가 이집트로 와서 다마스쿠스 토후 아스살리흐 이스마일과 계약했다. 그리고 화레즘 용병대는 예루살렘을 공격했다. 이 공격은 용병대가 제멋대로 개시한 것으로 보인다. 화레즘 용병들은 예루살렘을 함락시켰고, 뒤이어 라포르비 전투에서 기독교도들과 시리아 무슬림의 연합군을 격파했다. 이에 프랑스왕 루이 9세가 이집트를 공격하기 위한 십자군을 소집했으니 곧 제7차 십자군이다. 제7차 십자군은 1249년 이집트에 도착했지만, 성공하지 못했다. 루이는 만소우라에서 패배하고 다미에타 방면으로 후퇴하던 도중 포로로 붙잡혔다. 10년 기한의 휴전 조약이 체결되고 루이는 몸값을 지불하여 풀려났다. 루이는 1254년까지 시리아에 머물면서 십자군 국가들의 공고화를 도모했다. 이후 1265년에서 1271년에 걸쳐, 맘루크조 술탄 바이바르스가 프랑크인들을 해안의 소규모 전초기지 몇 곳으로 내몰고 나머지 땅을 모두 빼앗아갔다.
13세기 말의 동지중해의 정치 판도는 여러 세력들이 이해관계로 얽혀 복잡했다. 바이바르스는 세 가지 목표를 가지고 있었다. 첫 번째는 기독교도들과 몽골 사이에 동맹이 맺어지는 것을 막는 것이고, 두 번째는 킵차크 칸국과 일 칸국 사이에 불화를 일으키는 것이고, 세 번째는 루스 스텝 지역으로부터 노예를 수급해 오는 교역로를 유지하는 것이었다. 하여 바이바르스는 시칠리아왕 만프레디와 외교를 맺고 만프레디가 교황청 및 샤를 1세 당주 백작(루이 9세의 동생)과 대립하는 것을 도왔다. 십자군 국가들은 분열되었고, 여러 세력이 영향력을 발휘하려 경쟁했다. 한편, 삽바스 전쟁의 결과 경쟁 해양 공화국 제노바로부터 아크레에서 티레에 이르는 영토를 빼앗은 베네치아는 바이바르스의 이집트와 기꺼이 무역했다. 바이바르스는 그러는 동시에 니케아 황제 미하일 8세 팔레올로고스와 협상하여 제노바인들의 자유로운 통행도 보장했다.

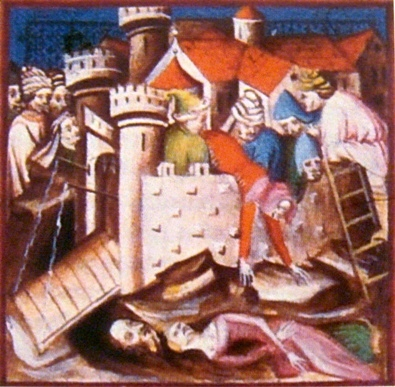
1291년 아크레가 함락되었고, 아크레의 기독교도 시민들은 학살당하거나 노예가 되었다.

프랑스에서는 샤를 당주가 유사하게 영향력 확대를 꾀하고 있었다. 샤를은 시칠리아와 비잔티움의 영토를 탈취하는 한편, 딸들을 라틴계 비잔티움 제위 요구자들에게 시집 보냈다. 1270년, 샤를의 형 루이 9세가 제8차 십자군을 일으켰다. 예루살렘 왕위를 노리던 샤를은 형을 설득해서 예루살렘이 아닌 튀니스의 아랍 반군 세력을 공격하게 했다. 하지만 루이의 십자군은 풍토병으로 초토화되었고 루이 본인도 8월 25일 튀니스에서 죽었다. 루이의 함대는 프랑스로 돌아갔고, 잉글랜드 왕자 에드워드를 비롯한 소규모 수행단만 계속 남아 싸웠는데, 이것을 제9차 십자군이라고 한다. 에드워드 왕자는 바이바르스에게 암살당할 뻔한 뒤 10년짜리 휴전을 체결하고 잉글랜드로 돌아갔다. 이로써 동지중해 지역에서의 유의미한 십자군은 막을 내렸다. 1281년 교황 선거 결과 프랑스인인 교황 마르티노 4세가 선출되었다. 이로써 교황청의 모든 권력이 샤를 당주를 뒷받침하는 형국이 되었다. 샤를은 과거 제4차 십자군이 그랬던 것처럼 동로마 황제위를 노리고 콘스탄티노폴리스를 공격하는 십자군을 일으키려고 준비했다. 하지만 미하일 8세 팔레올로고스의 배후 조종에 의해 시칠리아 만종 사건이라는 대대적 반란이 일어났다. 이 반란으로 샤를 당주는 시칠리아에 대한 지배력을 상실했고, 아라곤왕 페로 3세가 시칠리아왕을 칭했다. 마르티노 4세는 페로 3세를 파문하고 아라곤을 토벌하는 아라곤 십자군을 소집했으나 결과는 신통치 않았다. 1285년, 지중해 제국을 만들고자 평생을 바친 샤를 당주가 그 모든 노력이 무상하게 사망했다. 루이와 샤를 형제는 자신들을 교황청을 옹위하는 신의 도구라고 생각했던 것 같다.
십자군 원정의 쇠퇴와 십자군 국가들의 파탄의 원인은 상당히 다면적이다. 무슬림 세계의 통일과 열정적 지하드를 통해 이를 설명하려는 사학자들도 있지만, 토머스 애스브리지 등의 학자들은 이것이 너무 단순화된 설명이라고 생각한다. 무슬림들의 통합은 산발적이었으며, 지하드에 대한 열정은 간헐적이었다. 그보다 십자군 자체의 본질이 성지 정복과 방어에 적절하지 않았다고 보기도 한다. 십자군은 기본적으로 개인들의 순례 여행이었으며, 대부분의 십자군은 성지만 찍고 자기 고향으로 돌아갔다. 십자군의 철학은 시간이 지남에 따라 계속 변화했지만, 십자군이 제각기 꿍꿍이가 있는 이들이 동상이몽하는, 중앙집권적 지도부가 없는 일회성 군대들의 집합이었다는 점은 끝까지 변하지 않았다. 십자군 국가들이 국가로서 지속되기 위해서 필요한 것은 대규모의 상비군이었다. 종교적 열정은 군사적 모험을 촉발시키는 데는 상당한 효과를 발휘했지만, 지휘통제의 측면에서는 오히려 어려움을 나타냈다. 유럽에서의 작위 계승 분쟁들, 흉작과 이단 종파의 발생 등으로 인해 라틴 유럽의 예루살렘에 대한 관심은 점차 줄어들었다. 무엇보다도, 이슬람 세계의 가장자리에서 싸우는 것이었음에도 불구하고 그 전쟁터는 유럽의 본거지에서 엄청나게 멀리 떨어져 있었고, 이는 보급과 통신이 도저히 어찌할 수 없을 정도로 어려웠음을 의미한다. 반면 이슬람 세계는 카리스마적인 누르 앗딘이나 관대한 살라흐 앗딘, 무자비한 바이바르스에 이르기까지 단일한 지도자가 세워졌을 때 근접성을 십분 발휘하여 보급상의 이점을 얻었고, 이것이 승리로 이어졌다. 1289년 트리폴리가, 1291년 아크레가 함락되면서 우트르메르의 십자군 국가들은 완전히 지워졌다. 멸망한 십자군 국가의 기독교도들은 키프로스 같은 섬으로 도망가서 망명정부를 세웠다. 거기에 합류하지 못한 이들은 학살당하거나 노예가 되었다.

## 유럽 대륙 십자군

### 북방 십자군
제1차 십자군의 성공은 12세기 교황들(첼레스티노 3세, 인노첸티오 3세, 호노리우스 3세, 그레고리오 9세)을 고무시켰고, 멀리 북동유럽 일대를 기독교화시키기 위한 군사원정을 일으키게 되었다. 이 원정들을 통칭 북방 십자군이라고 한다. 1147년의 벤트 십자군에는 색슨인, 데인인, 폴인들이 참여하여, 메클렌부르크와 루사티아 일대의 폴라비아 슬라브족, 속칭 "벤트족"을 강제로 개종시켰다. 1193년 첼레스티노 3세가 십자군을 소집하자 베르톨트 폰 하노버 주교가 1198년 여기에 호응했지만, 베르톨트는 대패를 하고 자기도 죽었다. 이에 인노첸티오 3세는 다시 십자군을 모집하는 칙사를 발표, 브레멘 주교 하르트비히 폰 우틀레데가 검우기사단과 함께 발트 지역 북동부 전역을 가톨릭 세력권에 편입시켰다. 1226년에는 콘라트 1세가 독일기사단에 헤움노를 헌납하여 그 일대의 폴란드계 공후들을 대상으로 한 십자군의 전진기지로 사용하게 했다. 검우기사단이 리투아니아인들에게 패배하자 그레고리오 9세는 1237년 검우기사단의 잔여 병력을 독일기사단에 합류시켜 리보니아 기사단으로 만들었다. 12세기 중반이 되면 독일기사단은 프루센 정복을 완료했으며, 이후 수십 년에 걸쳐 리투아니아를 굴복시키고 개종시켰다. 뿐만 아니라 프스코프 공화국이나 노브고로드 공화국 같은 동방정교회 세력과도 분쟁했지만, 이쪽은 결과가 그리 신통치 못했다. 1240년 네바 강 전투에서 노브고로드군이 스웨덴인이 주력인 가톨릭 군대를 패퇴시켰고, 2년 뒤에는 빙상 전투에서 리보니아 기사단이 노브고로드군에게 대패했다.

### 알비 십자군

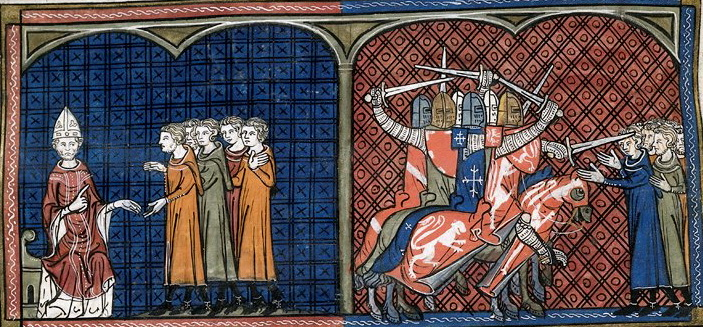
교황 인노첸시오 3세가 알비파(왼쪽 사람들)를 파문하고, 십자군이 알비파를 학살하는 장면을 그린 그림.

알비 십자군(1209년–1229년)은 알비파라고도 하는 카타리파 이단을 박멸하기 위해 인노첸시오 3세가 소집한 십자군이다. 카타리파는 프랑스 남부에서 상당한 교세를 모으고 있었다. 십자군에게 카타리파는 잔인하게 진압당했고, 교세 중심지였던 툴루즈 백국은 프랑스 왕령에 속하게 되었다. 툴루즈 백작위의 유일한 추정상속인 잔이 루이 9세의 남동생 알퐁스 드 푸아티에 백작과 결혼했고, 잔과 알퐁스 사이에 아이가 태어나지 못한 채 잔이 죽자 툴루즈 백국은 카페 왕조의 직할령으로 떨어졌다. 이것이 프랑스왕 입장에서 알비 십자군의 실제 동기 중 하나였으리라 짐작된다.

### 보스니아 십자군
보스니아 십자군은 독립 보스니아 교회 토벌을 목적으로 한 십자군이다. 보스니아 교회는 보고밀파 이단으로 취급되었다. 1216년, 보스니아를 개종시키기 위한 사절이 파견되었으나 개종에 실패했다. 1225년 호노리우스 3세는 헝가리인들에게 보스니아에 십자군을 일으킬 것을 종용했다. 하지만 헝가리인들이 모히 전투에서 몽골에게 패배하면서 보스니아 십자군은 실패로 돌아갔다. 1234년 그레고리오 9세가 재차 십자군을 독려했지만 이번에는 보스니아인들이 헝가리인들을 격퇴해냈다.

### 레콩키스타

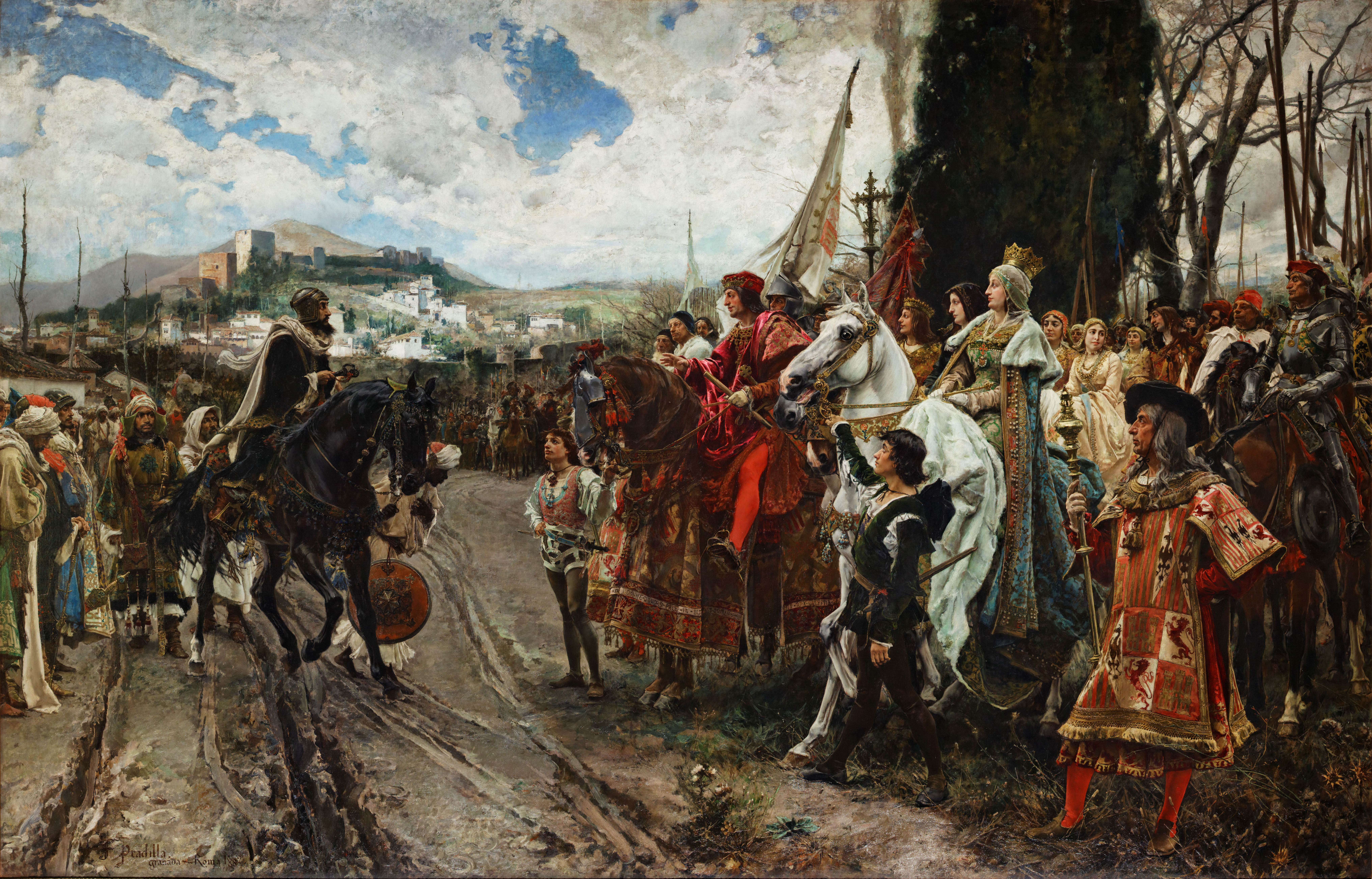
1492년 그라나다의 항복.

이베리아반도에서는 성전기사단, 구호기사단, 이베리아 기사단이 이합집산하여 칼라트라바 기사단과 산티아고 기사단을 형성했고, 이들을 돕는 십자군 원정이 이루어졌다. 이베리아반도의 기독교 왕국들은 1212년에서 1265년 사이에 무어인, 무와히드조 등 무슬림 세력을 크게 몰아냈고, 교황이 승인한 이베리아 십자군들의 도움이 이를 뒷받침했다. 그라나다 토후국은 1492년까지 존속했지만, 그라나다마저 멸망한 이후 무슬림과 유대인들은 이베리아반도에서 완전히 축출된다.

## 14세기, 15세기, 16세기

### 대 오스만 십자군

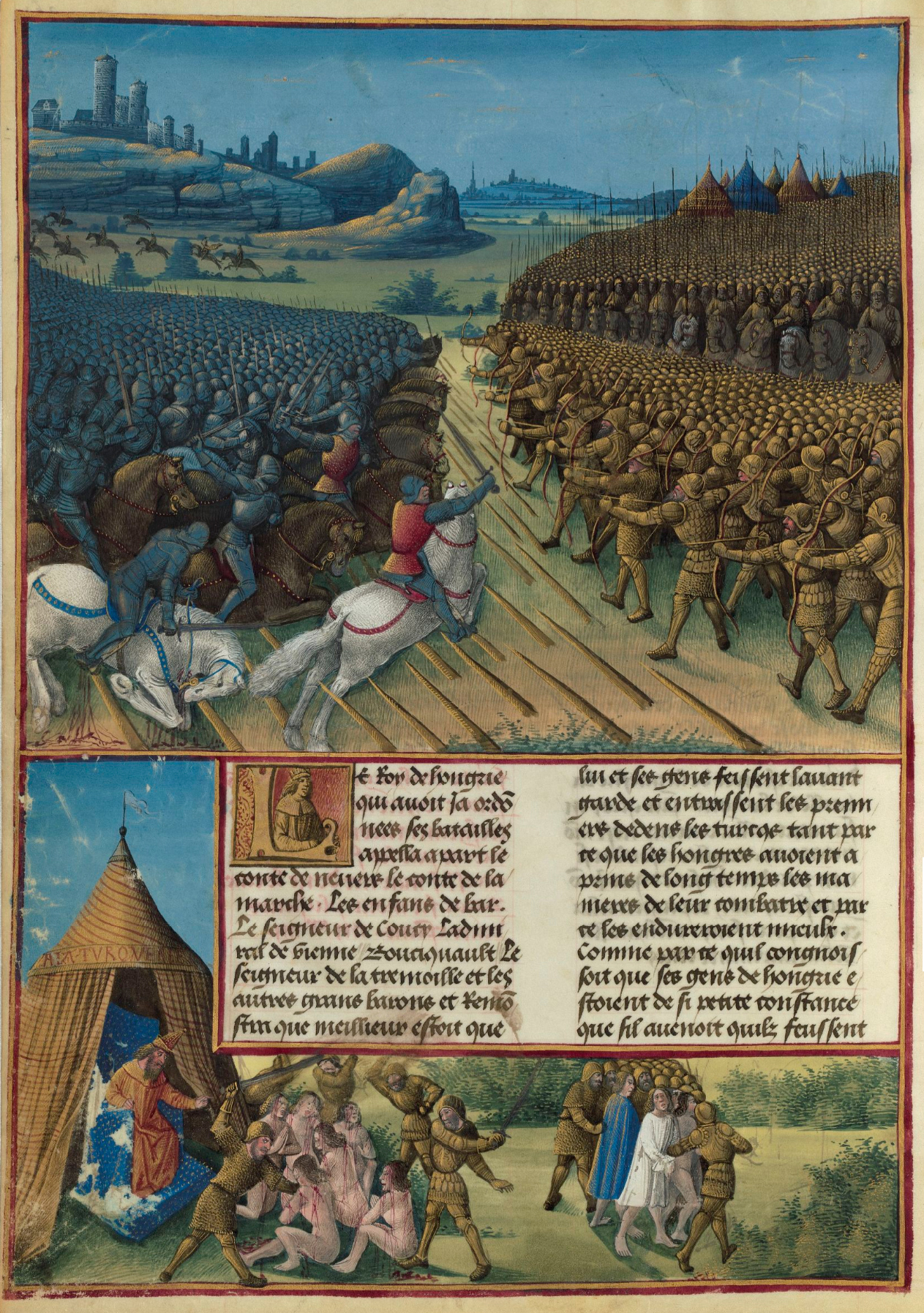
니코폴리스 전투.

소규모 십자군 시도들이 있던 14세기를 거쳐, 14-15세기에 이르면 오스만의 발칸반도 정복이 급속하게 이루어지게 되면서 이에 대응하는 십자군이 이루어지게 된다. 1309년, 잉글랜드, 프랑스 북동부, 독일에서 30,000 여명의 농민들이 모였으나 아비뇽까지 가서 거기서 해산했다.  1365년, 키프로스왕 피에르 1세가 알렉산드리아를 함락시키고 약탈했는데, 이를 알렉산드리아 십자군이라고 한다. 피에르 1세의 동기는 종교적이기도 했지만 종교적인 만큼 경제적이기도 했던 것으로 보인다. 1390년에는 루이 2세 드 부르봉 공작이 북아프리카의 무슬림 해적들을 적으로 삼은 바르바리 십자군을 지휘했다. 하지만 10주간의 공방전 끝에 십자군은 10년 기한의 휴전을 맺고 철수했다.
1389년 코소보 전투의 승리로 오스만 튀르크는 발칸반도의 거의 대부분을 정복했고, 동로마의 영향권은 콘스탄티노폴리스 주변 한 뼘 밖에 남지 않았다. 1393년에는 불가리아 제2제국의 차르 이반 시슈만이 니코폴리스를 공격했다. 이듬해 교황 보니파시오 8세가 서방 교회의 분열로 교황 세력이 아비뇽과 로마로 두쪽이 난 와중에도 튀르크족을 상대로 하는 새로운 십자군 소집을 선언했다. 이 십자군은 헝가리왕 지기스문트 폰 룩셈부르크가 지휘했다. 많은 프랑스계 귀족들이 지기스문트의 군대에 합류했으며, 그 중에서 부르고뉴 공자 장이 두각을 드러냈다. 지기스문트는 십자군에게 조심스럽고 방어적인 전략을 취할 것을 주문했다. 하지만 다뉴브강에 도달한 십자군은 바로 니코폴리스를 공격했다. 9월 25일 오스만군은 니코폴리스 전투에서 십자군을 깨뜨리고 3,000명을 포로로 잡았다.
오스만은 서쪽으로 팽창을 계속했고, 술탄 무라드 2세가 1444년 흑해 해변 바르나에서 바르나 십자군을 궤멸시켰다. 이 십자군이 교황청의 자금 지원을 받은 마지막 십자군이었다. 그리고 4년 뒤에는 마지막 헝가리인 원정대도 격파되었다. 1453년, 콘스탄티노폴리스의 함락과 함께 동로마 제국도 역사 속으로 사라졌다. 동로마를 멸망시킨 메흐메트 2세는 여세를 몰아 1456년 헝가리로 쳐들어왔고, 후녀디 야노시가 베오그라드에서 농성했다. 에네아스 실비우스(훗날의 교황 비오 2세)와 조반니 다 카페스트라토가 십자군 소집을 선동했고, 신성로마제국의 공후들이 라티스본과 프랑크푸르트에서 열린 의회에서 원조를 약속했다. 그리고 베네치아, 피렌체, 밀라노 사이에 동맹이 체결되었다. 하지만 무엇 하나 구체적으로 결과가 나온 것이 없었다. 1487년 4월에는 교황 인노첸시오 8세가 사보이아, 피에몬테, 도피네 일대에서 발도파 이단이 퍼지고 있으니 토벌을 위한 십자군을 요청했다. 하지만 그 중 무언가 행동이 이루어진 곳은 도피네 뿐이었고, 그나마도 가시적인 성과가 없었다.
이 시기가 되면 지중해 주변에서 오스만에게 유의미한 위협이 될 수 있는 정체는 베네치아가 유일했지만, 베네치아의 소위 "십자군"은 어디까지나 상업적 이윤 확대를 위한 것이었다. 오스만-베네치아 전쟁은 1718년까지 계속되었다. 유럽 기독교 세계가 무슬림 세계를 최대 가상적국으로 간주하는 것이 완전히 종료된 것은 16세기에 들어서였다. 프랑스 왕 프랑수아 1세는 신성로마황제 카를 5세와 다투면서, 독일의 개신교도 제후들 뿐만 아니라 무슬림들까지 동맹으로 끌어들였다.

### 후스 십자군

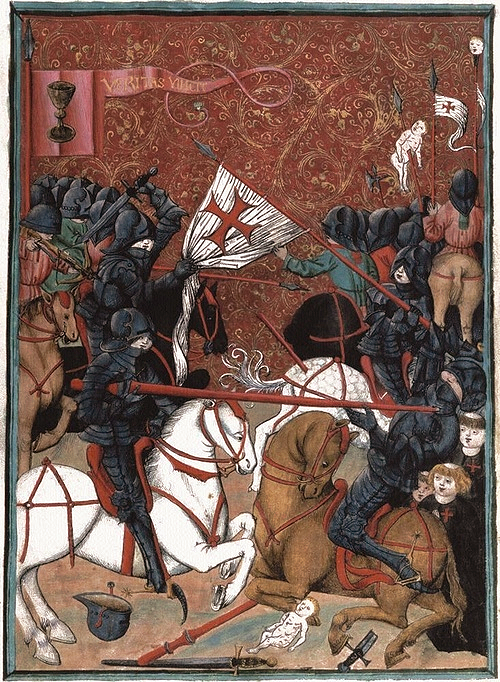
1431년 도마츨리체 전투에서 십자군을 박살내는 후스파 군세.

후스 전쟁이라고도 하는 후스 십자군은 보헤미아 왕국에서 진행된 보헤미아 종교개혁 지도자 얀 후스의 추종자들을 이단으로 규정하여 토벌하려 한 십자군이다. 후스는 1415년 화형에 처해졌다. 15세기 초에 총 다섯 차례(1420년, 1421년, 1422년, 1427년, 1431년)의 대 후스파 십자군이 소집되었다. 하지만 이는 서로 교리 차이로 반목하던 후스파의 내부 종파들이 단결하여 침략자 십자군을 격퇴하는 결과를 낳았다. 후스 전쟁은 1436년 끝났지만 천주교회의 승리라고 할 수는 없는 방향으로 마무리되었다. 천주교회는 급진 후스파를 제거하기 위해 온건 후스파를 받아들이고, 그들의 교리를 용인해주는 바젤 협정을 맺어야 했다.

## 관련 저서
- 박승찬, 《철학자의 눈으로 본 십자군 전쟁》, 오르골, 2025년: 철학의 시각에서 십자군 전쟁의 배경, 발발, 경과, 결과, 영향, 평가 그리고 여기에서 도출한 교훈까지 서술한 책이다.

## 같이 보기
- 기독교의 역사